# یانیک نایت
یانیک نایت (انگلیسی: Yannick Chevalier؛ زادهٔ ۲۷ مهٔ ۱۹۸۷) بازیکن فوتبال است.
وی همچنین در تیم ملی فوتبال سنت مارتین بازی کرده‌است.